# Арну Бонвил дьо Марсанжи
Арну Бонвил дьо Марсанжи, роден в Монс през 1802 г. и починал през 1894 г. в Париж, е френски магистрат.
Той е основоположник на криминологията и практики, като например наказателна (идея, предложена през 1848 г. и приета през 1850 г.), право на помилване, обобщаване на глобата вместо лишаване от свобода или обезщетяване жертвите на правосъдната система.

## Научни трудове
- Рецидивът, или най-ефективните начини да се открият и накажат търсените рецидивисти при всяко нарушение на наказателното право, 1844 г.
- Подготвителни издания, 1846 г.
- Подготовка на различни допълнителни институции в системата на затворите, 1847 г.
- Паричните санкции от две гледни точки: с оглед потискане на вредите, както и облекчаване на бедните класи, 1847 г.
- Подобряването на наказателното право до по-бързо правосъдие, по-ефективно, по-щедро и морализаторско, 1855 г.
- Сравнително изследване на морала на жената и мъжа, от гледна точка на подобряване на наказателните закони и напредъка на цивилизацията, 1862 г.